# Caltignaga

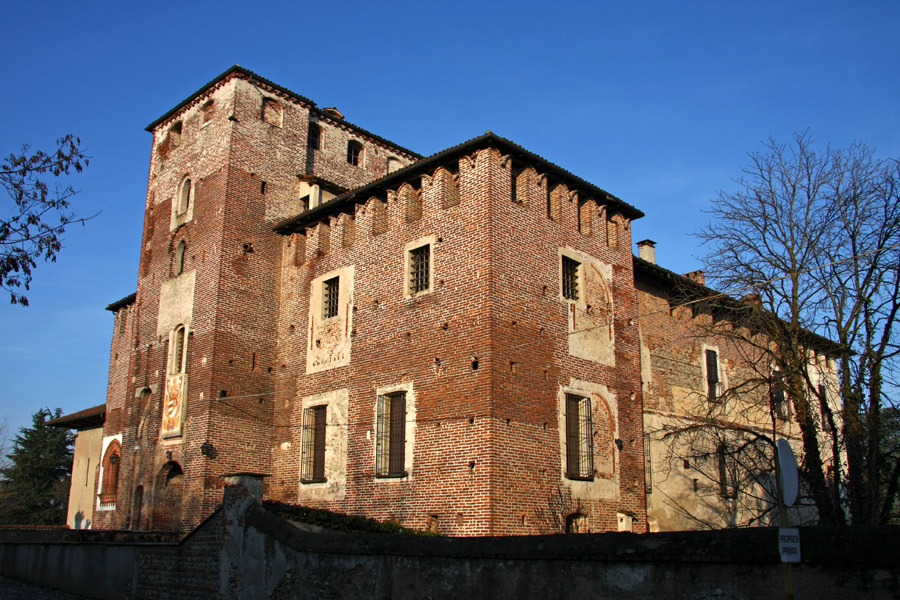
Caltignaga castello

Caltignaga là một đô thị ở tỉnh Novara ở vùng Piedmont của Ý, tọa lạc cách 90 km về phía đông bắc của Torino và khoảng 8 km về phía tây bắc của Novara. Tại thời điểm ngày 31 tháng 12 năm 2004, đô thị này có dân số 2.447 người và diện tích là 22,3 km².
Caltignaga giáp các đô thị: Bellinzago Novarese, Briona, Cameri, Momo, Novara, và San Pietro Mosezzo.